# Aphodius abdominalis
Aphodius abdominalis là một loài bọ cánh cứng trong họ Scarabaeidae. Loài này được Bonelli miêu tả khoa học năm 1812.